# Władztwo planistyczne gminy
Władztwo planistyczne gminy – przekazanie przez ustawodawcę gminie kompetencji w zakresie władczego przeznaczania i zasad zagospodarowania terenu (w drodze aktu prawa miejscowego – miejscowego planu zagospodarowania przestrzennego, a w przypadku braku planu – w drodze decyzji o warunkach zabudowy i zagospodarowania terenu). Często używane jest zamiennie  pojęcie samodzielności planistycznej gminy.
Podstawą konstrukcji instytucji władztwa planistycznego gminy jest art. 3 ust. 1 w ustawie o planowaniu i zagospodarowaniu przestrzennym:

Kształtowanie i prowadzenie polityki przestrzennej na terenie gminy, w tym uchwalanie studium uwarunkowań i kierunków zagospodarowania przestrzennego gminy oraz miejscowych planów zagospodarowania przestrzennego, z wyjątkiem morskich wód wewnętrznych, morza terytorialnego i wyłącznej strefy ekonomicznej oraz terenów zamkniętych, należy do zadań własnych gminy.

Władztwo planistyczne podlega ograniczeniom, wynikającym z praw właścicieli lub użytkowników wieczystych nieruchomości. Gmina zobowiązana jest do zachowania w planowaniu przestrzennym zasady proporcjonalności, co oznacza zakaz nadmiernej w stosunku do chronionej wartości ingerencji w sferę praw i wolności jednostki.

## Osoby uprawnione do sporządzania projektów aktów planistycznych
Projektowanie zagospodarowania przestrzennego polega na sprokurowaniu trzech rodzajów dokumentów planowania przestrzennego - projektu planu zagospodarowania przestrzennego województwa, projektu studium uwarunkowań i kierunków zagospodarowania przestrzennego gminy, projektu miejscowego planu zagospodarowania przestrzennego.
Do maja 2014 r.istniał wymóg sporządzenia projektu planu zagospodarowania przestrzennego województwa, studium oraz planu miejscowego przez urbanistów. W tym czasie zlikwidowano samorząd zawodowy urbanistów a zawód urbanisty przestał być zawodem zaufania publicznego.Przeciwnicy tego rozwiązania wskazują, że nie będzie zapewnione sprawowanie pieczy nad należytym wykonywaniem zawodu urbanisty a w konsekwencji zostanie poważnie zagrożony interes publiczny. Pomimo tego ustawodawca uwzględnił tę zmianę.Tym samym rozszerzono zakres osób uprawnionych do sporządzania aktów planistycznych. Projekty aktów planistycznych sporządzają osoby spełniające jeden z warunków:
1)nabyły uprawnienia do projektowania w planowaniu przestrzennym na podstawie ustawy z dnia 12 lipca 1984 r. o planowaniu przestrzennym (Dz. U. z 1989 r. poz. 99, 178 i 192, z 1990 r. poz. 198 i 505 oraz z 1993 r. poz. 212);
2) nabyły uprawnienia urbanistyczne na podstawie art. 51 ustawy z dnia 7 lipca 1994 r. o zagospodarowaniu przestrzennym (Dz. U. z 1999 r. poz. 139, z późn. zm.);
3) posiadają kwalifikacje do wykonywania zawodu urbanisty na terytorium Rzeczypospolitej Polskiej uzyskane na podstawie ustawy z dnia 15 grudnia 2000 r. o samorządach zawodowych architektów, inżynierów budownictwa oraz urbanistów (Dz. U. z 2013 r. poz. 932 i 1650);
4) posiadają dyplom ukończenia studiów wyższych w zakresie architektury, urbanistyki lub gospodarki przestrzennej;
5) posiadają dyplom ukończenia studiów wyższych w zakresie innym niż określony w pkt 4 oraz ukończyły studia podyplomowe w zakresie planowania przestrzennego, urbanistyki lub gospodarki przestrzennej;
6) są obywatelami państw członkowskich Unii Europejskiej, Konfederacji Szwajcarskiej lub państwa członkowskiego Europejskiego Porozumienia o Wolnym Handlu (EFTA) - strony umowy o Europejskim Obszarze Gospodarczym, którzy nabyli kwalifikacje zawodowe do projektowania zagospodarowania przestrzeni i zagospodarowania przestrzennego w skali lokalnej i regionalnej odpowiadające wymaganiom określonym w pkt 4 lub 5.

Istotną zmianą jest konieczność uzyskania dyplomu studiów wyższych w zakresie architektury, urbanistyki lub gospodarki przestrzennej, co stanowi znaczące ułatwienie dla absolwentów mogących podjąć pracę w zawodzie  bez konieczności uzyskiwania uprawnień zawodowych.
Odpowiedzialnym za prawidłowe wykonanie zadań w zakresie opracowania projektu planu zagospodarowania przestrzennego województwa jest marszałek województwa.
Przygotowanie projektu studium uwarunkowań i kierunków zagospodarowania przestrzennego gminy i miejscowego planu zagospodarowania przestrzennego gminy zleca wójt, burmistrz, prezydent miasta. Organy wykonawcze województwa i organy wykonawcze gminy mają obowiązek czuwania nad przestrzeganiem wymogów ustawowych w zakresie przygotowania projektów aktów planistycznych.
Jeżeli projekt aktu planistycznego zostanie sporządzony przez osobę nie posiadającą uprawnień w tym zakresie, wojewoda -jako organ nadzorczy- może stwierdzić w rozstrzygnięciu nadzorczym nieważność aktu. Jeżeli wojewoda nie wydał stosownego orzeczenia możliwe jest wniesienie skargi do sądu administracyjnego.
Informację o tym, kto projektował dany akt planistyczny, wojewoda uzyskuje, wykonując swoje czynności w ramach kompetencji nadzorczych natomiast pozostałe podmioty w trybie  dostępu do informacji publicznej.